# Géologie de la Moldavie
Pour un article plus général, voir Géographie de la Moldavie.

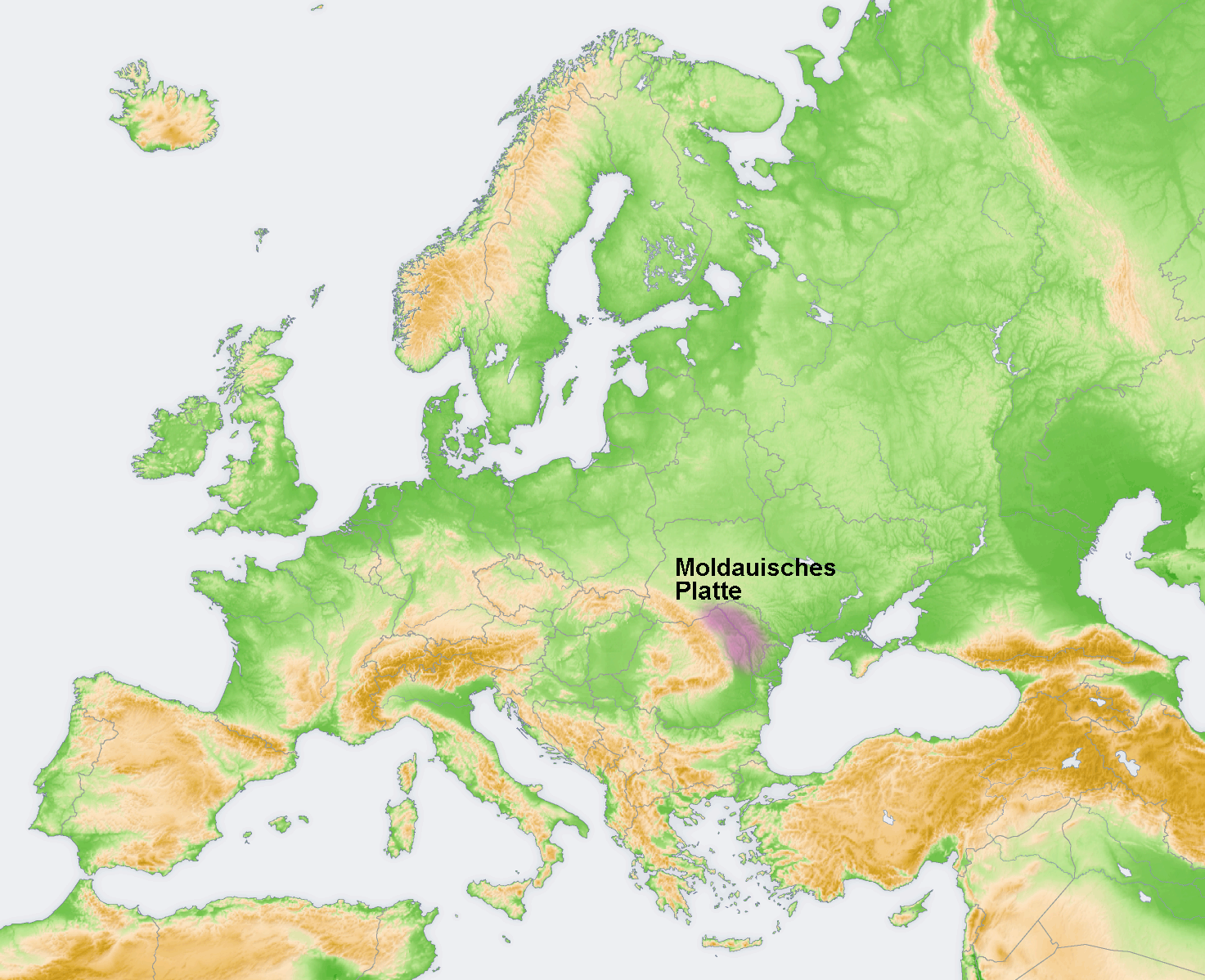
La place du plateau moldave calcaire (en violet) en Europe, déposé entre le Jurassique et le Miocène, puis creusé de vallées au Messinien.

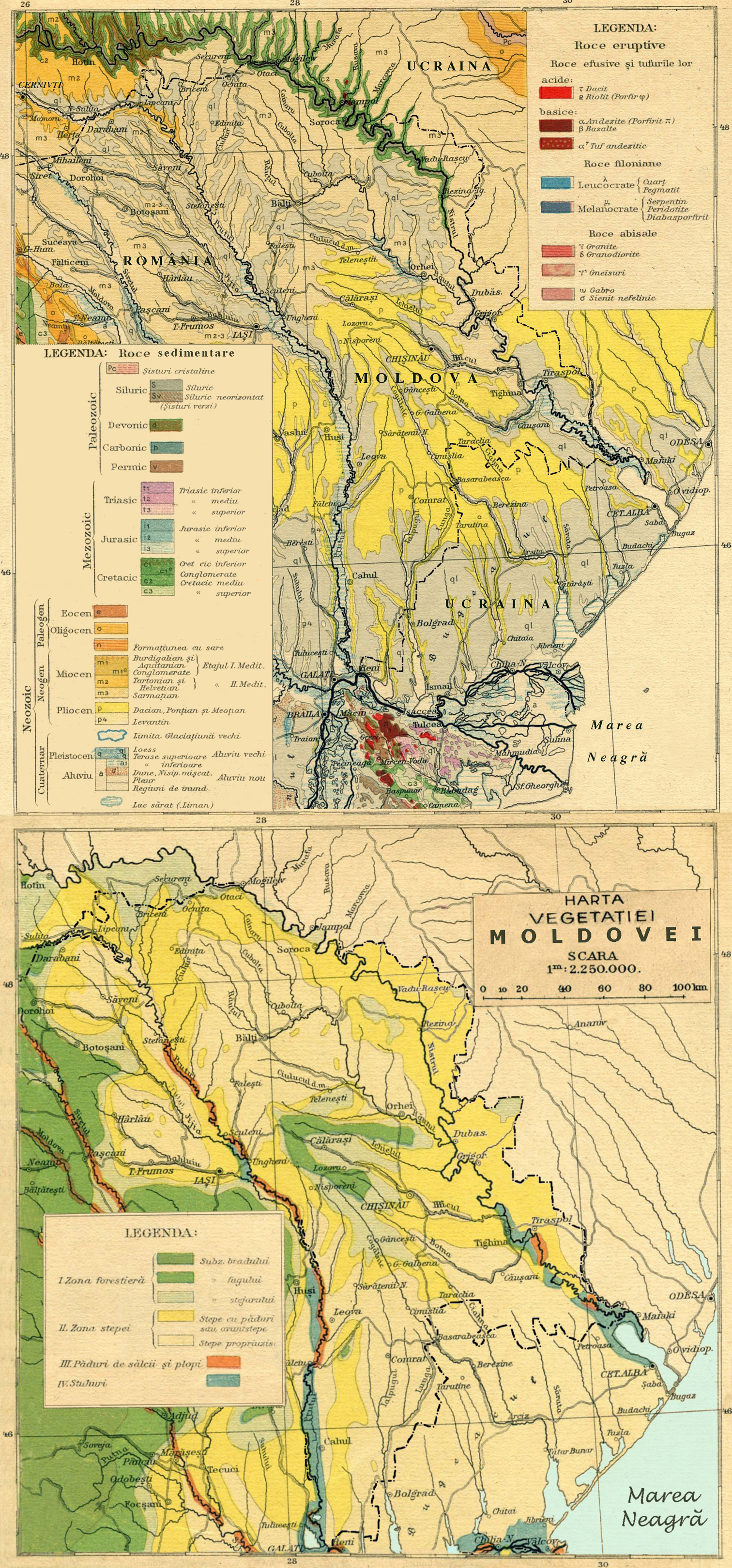
Géologie et zones de végétation naturelle de la République de Moldavie.

La géologie de la Moldavie situe ce pays hors des aires orogénétiques alpines européennes, dans une zone de transgressions et de régressions marines récentes (Pliocène-Pléistocène) faisant partie du système "Sarmatique-nord-Pontique", situé sur les marges sud du craton Scythique (Plateau de Podolie), nord du craton Mésique, et nord-ouest du bassin Pontique. Toutefois, la tectonique des Carpates orientales moldaves situées en Roumanie voisine se ressent jusqu'ici à travers les séismes, tels les deux derniers en date de 1977 et de 1990.

## Stratigraphie

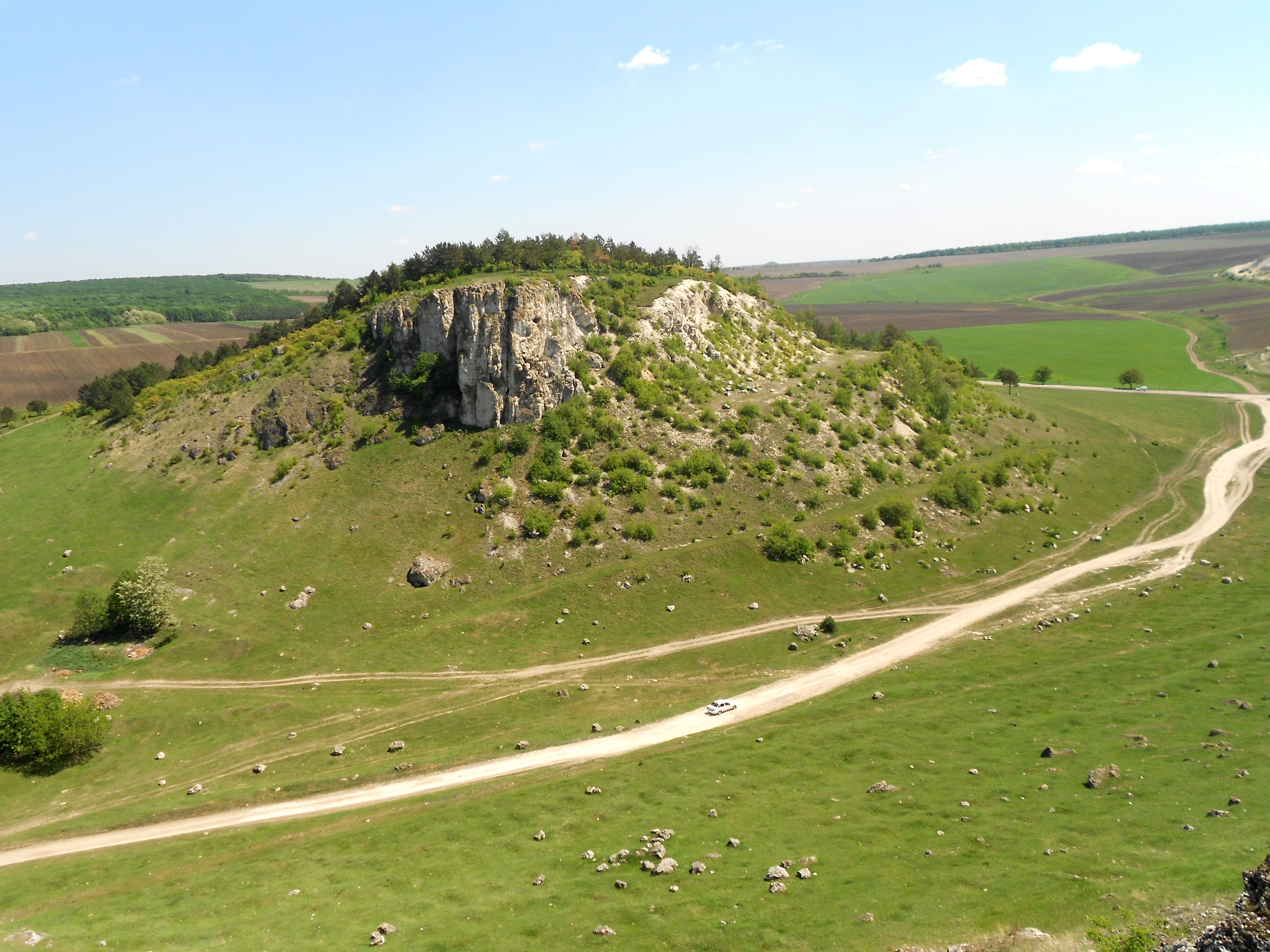
Les récifs marins fossiles du Prut : des sites paléontologiques tortoniens.

Les roches les plus anciennes de la Moldavie affleurent dans le canyon du Dniestr, creusé au Pliocène, lors du soulèvement du craton Scythique, contemporain de l'abaissement du niveau hydrologique de base de la Mer Noire. Il s'agit de grès, de calcaires du Crétacé et de brèches étagées de l'Éocène au Miocène, dans lesquels sont creusés des monastères troglodytiques de Butuceni, non loin de la ville de Soroca.
La majeure partie du pays offre d'épais sédiments miocènes et pliocènes (ces derniers, présents surtout dans le centre, notamment dans le Codru) recouverts en de nombreux endroits de lœss continentaux pléistocènes, fortement entaillés par les rivières autour de Bălți, plus épais et aplanis au sud, autour de Cahul.